# Société Nationale des Autoroutes du Maroc
Société Nationale des Autoroutes du Maroc of kortweg ADM is de beheerder en exploitant van de autowegen in Marokko.

## Geschiedenis
Het bedrijf werd als naamloze vennootschap opgericht in 1989 met als taak het ontwikkelen, beheren en exploiteren van de nationale tolwegen in Marokko.
De totale lengte verharde wegen in Marokko is de laatste decennia sterk gestegen en bedraagt nu ongeveer 30.000 km, tegen nog geen 15.000 in 1956. Hiervan is ongeveer 850 km autosnelweg in beheer bij de maatschappij als tolweg.
In 1975 werd begonnen met de aanleg van de snelweg tussen Casablanca en Rabat, de A3. Door een beperkt budget en andere perikelen was de weg pas in 1987 gereed, al werden de eerste secties eerder geopend. In het begin was deze snelweg nog tolvrij, maar tegenwoordig is ook deze snelweg, net als de andere snelwegen in het land, een tolweg.

## Bedrijfsinformatie

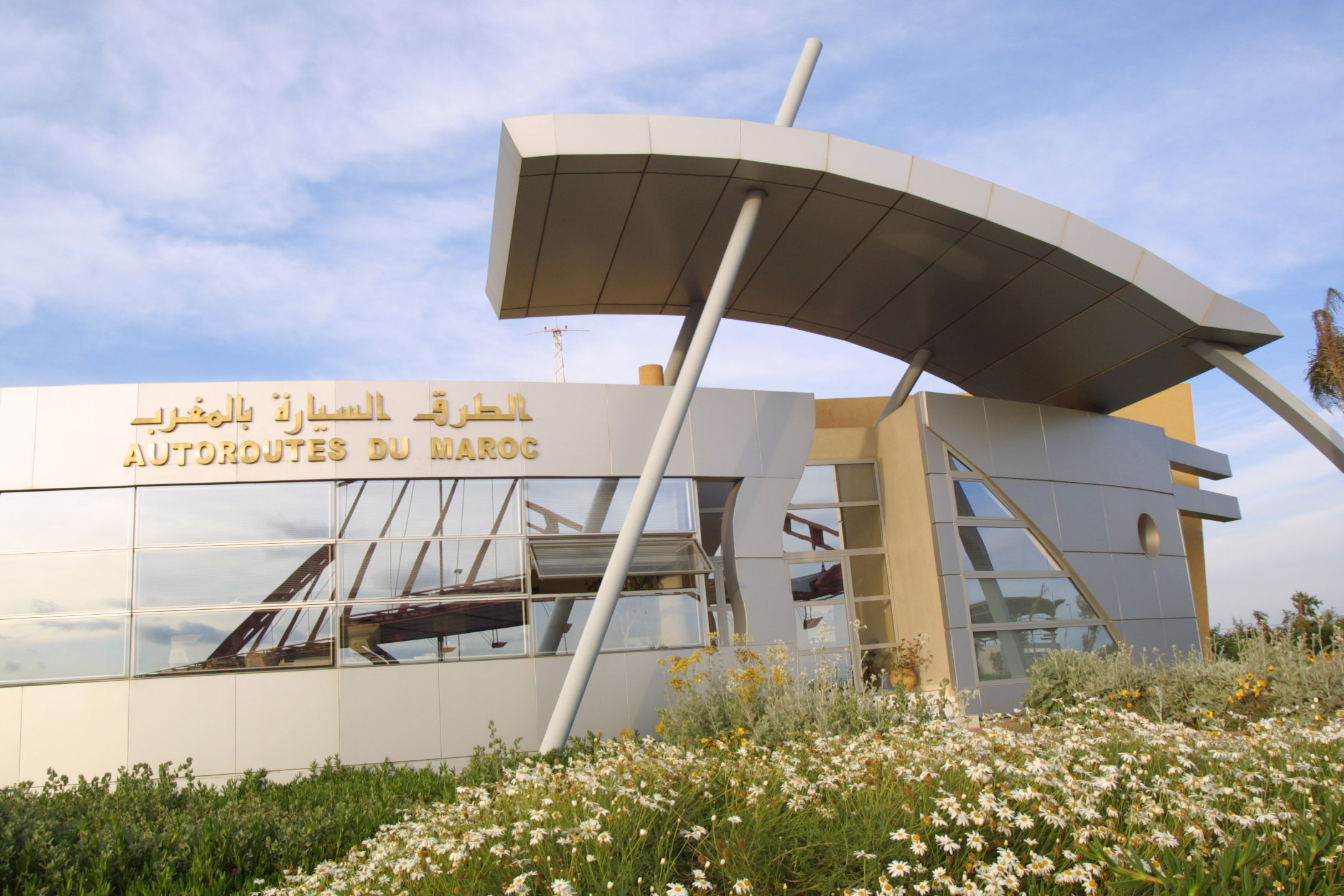
Hoofdkantoor van ADM

ADM is opgezet als een société anonyme en heeft een gestort aandelenkapitaal van 8.858.306.000 dirhams welke als volgt is verdeeld:
| Aandeelhouder                                                  | Bedrag   | percentage |
| -------------------------------------------------------------- | -------- | ---------- |
| Fonds Hassan II fonds voor sociale en economische ontwikkeling | 4600     | 51,93%     |
| Trésor public (schatkist Ministerie van Financiën)             | 9313     | 44,17%     |
| KIA - Kuwait Investment Authority                              | 113      | 1,28%      |
| Bedrijven (Etablissements Publics)                             | 136      | 1,54%      |
| Banken en (andere) institutionele beleggers                    | 49,24    | 0,56 %     |
| Verzekeringsmaatschappijen                                     | 27,07    | 0,31%      |
| Commerciële en industriële maatschappijen                      | 20       | 0,23%      |
| Totaal                                                         | 8858,306 | 100%       |

### Balans
De balans van de ADM laat een sterke stijging van bezittingen en kapitaal zien, o.a. door kapitaalinjecties van investeerders om de financiering en bouw van nieuwe snelwegen mogelijk te maken.
| Beschrijving     | 2010   | 2009   | 2008   | 2007   | 2006   |
| ---------------- | ------ | ------ | ------ | ------ | ------ |
| Vaste activa     | 33.623 | 27.791 | 22.964 | 18.418 | 14.498 |
| Vlottende activa | 4.588  | 2.990  | 998    | 459    | 196    |
| Overige activa   | 71     | 204    | 592    | 551    | 1406   |
| TOTALE ACTIVA    | 38.382 | 30.985 | 24.555 | 19.428 | 16.100 |

| Beschrijving   | 2010   | 2009   | 2008   | 2007   | 2006   |
| -------------- | ------ | ------ | ------ | ------ | ------ |
| Eigen vermogen | 35.057 | 27.636 | 21.678 | 17.47  | 13.387 |
| Schulden       | 3.071  | 2.855  | 2.753  | 1.925  | 2.662  |
| Overig         | 154    | 494    | 123    | 46     | 51     |
| TOTALE PASIVA  | 38.382 | 30.985 | 24.555 | 19.428 | 16.100 |

### Bestuur
Het bestuurdersteam van ADM bestaat uit natuurlijke personen en afgevaardigden van de belangrijkste investeerders:
| naam                 | titel     | andere/hoofd functie                                                     |
| -------------------- | --------- | ------------------------------------------------------------------------ |
| Karim GHELLAB        | President | Min. van Transport en Gereedschap                                        |
| Abdeljebbar YOUSSEFI | lid       | Algemeen secretaris departement Gereedschappen                           |
| Hicham N'HAMMOUCHA   | lid       | Directeur voor wegen en verkeer                                          |
| Mouhcine ALAOUI      | lid       | Technisch directeur                                                      |
| Khalid SBIA          | lid       | Min. van Economie en Financiën financieel directeur hoofd infrastructuur |

Naast deze bestuursleden hebben de volgende aandeelhouders een stem in het bestuur via:
| Aandeelhouder                                            | vertegenwoordigd door    | rol/beroep                                          |
| -------------------------------------------------------- | ------------------------ | --------------------------------------------------- |
| Hassan II fonds voor Economische en sociale ontwikkeling | Rachid ROUASS            | manager operations                                  |
| Schatkist                                                | Abderrahmane SEMMAR      | Directoraat van Openbare bedrijven en investeringen |
| Kuwaitt Investment Fund                                  | Walid Fayssal ALFAHID    | Directeur Marokkaanse zaken                         |
| Nationale Haven Autoriteit                               | Mohamed Jamal BENJELLOUN | Directeur Nat. Haven Autoriteit                     |

Bovenstaande lijst is niet compleet, gebaseerd op jaarverslag over 2007.

### Inkomsten

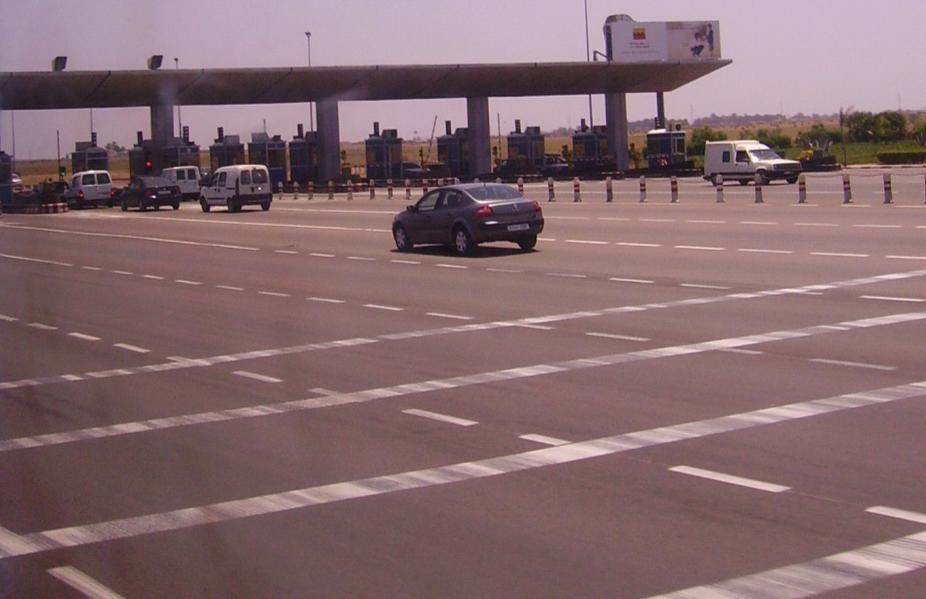
Tolhokjes op de A3

Het overgrote deel van de inkomsten van ADM komen uit de tolopbrengsten. Een overzicht van inkomsten over de revente jaren is:
|                  | 2009  | 2008  | 2007  | 2006 | 2005 |
| ---------------- | ----- | ----- | ----- | ---- | ---- |
| Tol opbrengst    | 1.310 | 1.164 | 1.004 | 754  | 616  |
| andere inkomsten | 93    | 92    | 82    | 56   | 64   |
| Totaal           | 1.403 | 1.256 | 1.086 | 810  | 681  |

Als gevolg van drukker verkeer en opening van nieuwe trajecten zijn de inkomsten ten opzichte van 2004 bijna verdubbeld (534 MDH). Historische gegevens laten een constante groei zien, beginnend met 46 MDh in 1991, 118 in 1995, 342 in 2000 en 640 MDh in 2005.
| Traject                   | 2009 | 2008 | 2007 | 2006 |
| ------------------------- | ---- | ---- | ---- | ---- |
| A3 - Casablanca-Rabat     | 370  | 332  | 306  | 252  |
| A1 - Rabat-Tanger         | 365  | 318  | 269  | 212  |
| A2 - Rabat-Fes            | 191  | 168  | 149  | 117  |
| A7 - Casablanca-Marrakesh | 433  | 364  | 219  | 145  |
| Casablanca - El Jadida    | 83   | 67   | 61   | 28   |
| Totaal                    | 1442 | 1249 | 1009 | 754  |

Inkomsten worden gebruikt voor het beheer van het bedrijf (28%), rente en andere financieringskosten (47%) en gedeeltelijke aflossing van leningen (25%)

## Taken
De taken van het bedrijf kunnen verdeeld worden in drie groepen:

### Beheren bestaande wegen
Geopende snelwegen (of delen ervan) worden door ADM beheerd. Dit behelst niet alleen het innen van tolgelden, maar ook dagelijks en periodiek onderhoud, bewaken (en verhogen) van de verkeersveiligheid, etc.

### Coördineren van projecten
ADM voert de hoofddirectie tijdens de bouw van nieuwe snelwegen en trajecten. Bij goedkeuring van plannen nodigt zij bedrijven (aannemers) uit om te bieden op onderdelen van de bouw via een aanbestedingsprocedure. ADM wijst de winnaar aan en bewaakt voortgang en uitgaven.

### Plannen ontwikkelen
Voordat een nieuw project wordt gestart moet er een plan geschreven worden, inclusief studies naar noodzaak, haalbaarheid en kosten. Als er een principebesluit is om een nieuw project te beginnen zoekt ADM naar (mede)investeerders om de noodzakelijke gelden bijeen te brengen. Bij de meeste projecten is ADM de hoofdinvesteerder, mogelijk gemaakt door extra financiële injecties van het Hasan II fonds voor Economische en Sociale Ontwikkeling. Daarnaast kunnen nationale en internationale partijen participeren. Ook aannemers kunnen deelnemen als investeerder.

## Veiligheid
Onderdeel van het beheer van de bestaande snelwegen is het verbeteren van de veiligheid. ADM verzamelt en publiceert gegevens over ernstige en dodelijke ongelukken op haar wegennet. Deze cijfers worden zowel als absoluut getal en als aantal per 100 miljoen gereden kilometers.
| Item                 | 2007     | 2007       | 2008     | 2008       | 2009     | Wijziging 2008/2009 |
| -------------------- | -------- | ---------- | -------- | ---------- | -------- | ------------------- |
|                      | absoluut | percentage | absoluut | percentage | absoluut | absoluut            |
| Ernstige ongelukken  | 799      | 30,8       | 1026     | 28,8       | 1107     | 81                  |
| dodelijke ongelukken | 84       | 3,0        | 115      | 3,2        | 104      | 11                  |
| ernstige gewonden    | 458      | 17,7       | 703      | 19,8       | 614      | 89                  |
| doden                | 134      | 4,2        | 145      | 4,1        | 125      | 20                  |

## Netwerk
Het is de bedoeling een netwerk van tolwegen te bouwen die zowel een oost-westverbinding als een noord-zuidverbinding over het hele land realiseert. De oost-westverbinding loopt vanaf Rabat via Meknes en Fez naar eindpunt Oujda.
De noord-zuidas zal uiteindelijk bestaan uit drie takken. Gerekend vanuit Casablanca is gebouwd of in ontwikkeling:
- Casablanca naar Tanger, Tétouan en Fnideq via de A3 Rabat-Tanger snelweg
- Casablanca via Marrakesh naar Agadir gebruikmakend van de A7 Casablanca-Marrakesh snelweg en de in aanbouw zijnde Agadir-Marrakesh snelweg
- Casablanca naar El Jadida

### Bestaande wegen
Vanuit Casablanca of Rabat (met ertussen de A3, de oudste snelweg) is bereikbaar:
- Meknes en Fez
- Tanger en omliggende plaatsen aan de Middellandse Zee
- Settat, Marrakesh en Agadir via de A7 (Marokko)
- El Jadida
- Oujda via de A2 (Marokko)

### In aanbouw
De volgende wegen worden momenteel gebouwd:
- A8 (start 2010, geplande oplevering 2013)[12]

Daarnaast wordt de oudste snelweg tussen Casablanca en Rabat (A3)verbreed naar 2 × 3 rijstroken in plaats van de bestaande 2 × 2 stroken. Werkzaamheden hiervoor zullen beginnen in 2009 en oplevering is medio 2011.